# Megaselia planipes
Megaselia planipes är en tvåvingeart som först beskrevs av Collin 1912.  Megaselia planipes ingår i släktet Megaselia och familjen puckelflugor.
Artens utbredningsområde är Seychellerna. Inga underarter finns listade i Catalogue of Life.